# Tentativa de golpe de Estado na Jordânia em 2021
A tentativa de golpe de Estado na Jordânia em 2021 foi um "esquema", nas palavra do vice-primeiro-ministro Ayman Safadi, que tinha por objetivo desestabilizar a Jordânia. Segundo a Al Jazeera, o país é visto "como um dos mais estáveis do Oriente Médio".
Um dos envolvidos no caso é um dos irmãos do Rei Abdullah II, o Príncipe Hamzah bin Hussein, que foi preso logo após o incidente, posteriormente solto, e preso novamente em maio de 2022.

## Eventos de 2021

### 3 de abril

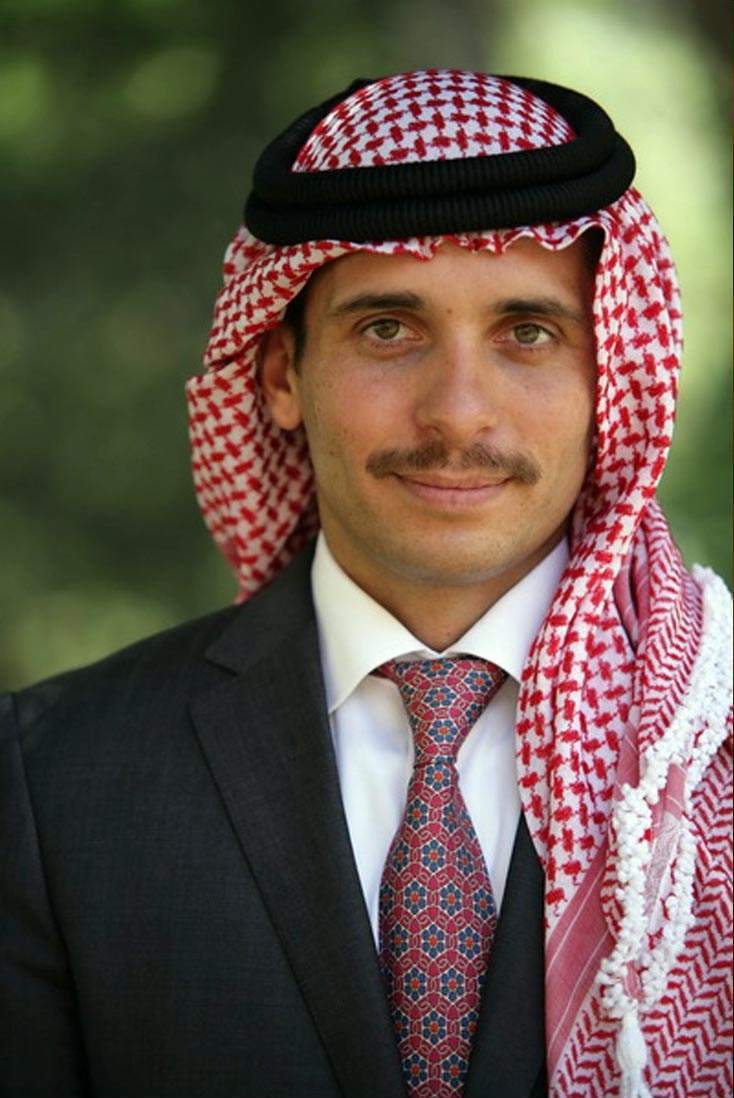
Hamzah foi preso logo após se descobrir sobre o plano do Golpe de Estado

Em 3 de abril de 2021, a imprensa reportou que um dos irmãos do rei, o Príncipe Hamzah bin Hussein, havia sido preso por estar envolvido numa possível tentativa de golpe de estado, num complô que tinha ajuda de algumas autoridades, como Sharif Hasan bin Zaid, um membro da realeza do país, e de Bassem Awadallah, antigo chefe da Casa Real, ex-assessor do rei e ex-ministro de Finanças. Todos eles, além dos outros participantes da tentativa, acabaram presos. 
Zaid e Awadallah eram ambos cidadãos de dupla nacionalidade, com cidadania jordaniana e saudita, e, segundo a Al Jazeera, o "que desencadeou a onda de prisões foi o fato de eles interceptarem ligações de Awadallah falando sobre hora zero. Nesse ponto, de acordo com o vice-primeiro-ministro, o chefe de gabinete teria falado com o Rei Abdullah, que deu luz verde para que essas prisões ocorressem".
A jornalista jordaniana Rana Sweis disse à BBC que o príncipe também contava com o apoio de alguns líderes tribais.
Inicialmente, a informação da prisão do príncipe foi negada e o caso foi tratado como um assunto familiar, mas Hamzah enviou um vídeo à BBC confirmando a prisão domiciliar.

### 4 de abril
No dia 4 de abril, o vice-primeiro-ministro da Jordânia, Ayman Safadi confirmou que havia um "esquema" do príncipe com aliados, incluindo Sharif Hasan bin Zaid e Bassem Awadallah, que colocaria em risco a "estabilidade e segurança" da Jordânia
O jornal Jordan Times escreveu que "Safadi enfatizou que as agências de segurança realizaram 'investigações completas e intensivas' sobre as comunicações entre Awadallah, Zeid e o Príncipe Hamzah, nas quais discutiram o 'momento apropriado' para dar passos que ameaçam" o país e que as investigações "foram realizadas pelas Forças Armadas da Jordânia, pela Direção de Segurança Pública e pela Direção de Inteligência Geral".
Segundo o jornal também, Safadi relatou que o príncipe se reuniu com vários grupos para "persuadi-los a desestabilizar o país".
Inicialmente, no vídeo enviado à BBC, Hamzah negou sua participação no incidente, dizendo: "não sou o responsável pelo colapso do governo, pela corrupção e pela incompetência que prevaleceu na nossa estrutura de governo nos últimos 15 a 20 anos e tem vindo a agravar-se (...) e não sou responsável pela falta de fé das pessoas em suas instituições. (...) Chegou a um ponto em que ninguém é capaz de falar ou expressar opinião sobre nada sem ser intimidado, preso, assediado e ameaçado”, porém no fim do dia, em novo vídeo divulgado pela oposição para pessoas próximas, Hamzah anunciou que não obedeceria as ordens de se calar. "Não vou obedecer quando eles disserem que você não pode sair, twitar ou falar com as pessoas e só pode ver a família. Estou esperando para ver o que eles farão. Não tomarei nenhuma ação ou movimento imediato, mas certamente não obedecerei às suas ordens".
Segundo o Middle East Eye, um especialista em segurança do Oriente Médio confirmou ao Washington Post que havia um complô para destituir o Rei Abdullah.

### 5 de abril
No dia 5 de abril, a Casa Real emitiu um comunicado dizendo que Abdullah havia incumbido seu tio, o Príncipe Hassan, de resolver a questão. Uma reunião foi marcada, à qual compareceram os Príncipes Hashim (irmão de Hamzah), Talal bin Muhammed, Ghazi bin Muhammed e Rashid bin El Hassan, além do próprio Hassan, e que Hamzah havia assinado uma carta, onde se lê que "diante da evolução dos últimos dois dias, coloco-me à disposição de Sua Majestade o Rei, e reafirmo que sempre permanecerei comprometido com a aliança dos ancestrais, leal ao seu legado, seguindo seus passos, devotados ao seu caminho e missão, e a Sua Majestade o Rei; e comprometido com a Constituição do querido Reino Haxemita da Jordânia. E eu sempre serei o apoiador de Sua Majestade o Rei e seu Príncipe Herdeiro".
No entanto, parte da imprensa, como a revista espanhola Vanitatis, que tem uma seção sobre Casas Reais, colocou em dúvida se a carta havia sido escrita e assinada por obrigação ou por livre e espontânea vontade.

### 7 de abril
O Rei Abdullah divulgou um comunicado dizendo que o país estava seguro novamente, mas que o acontecimento havia sido muito doloroso para ele, pois "a sedição veio de dentro e de fora da nossa casa, e nada se compara ao meu choque, dor e raiva como irmão e como chefe da família Haxemita e como líder deste povo ".

### Presos
Foram presos, além do Príncipe Hamzah, cerca de outras 15 pessoas, incluindo Sharif Hasan bin Zaide e Bassem Awadallah.
Tanto a Al Jazeera como o Jordan Times relataram que Alwallah e Hamzah estavam se organizando para deixar o país. Segundo a Al Jazeera, o vice-primeiro-ministro Ayman Safadi disse que "uma agência de inteligência estrangeira contatou a esposa do príncipe Hamzah para organizar um avião para o casal deixar a Jordânia".

### Reações

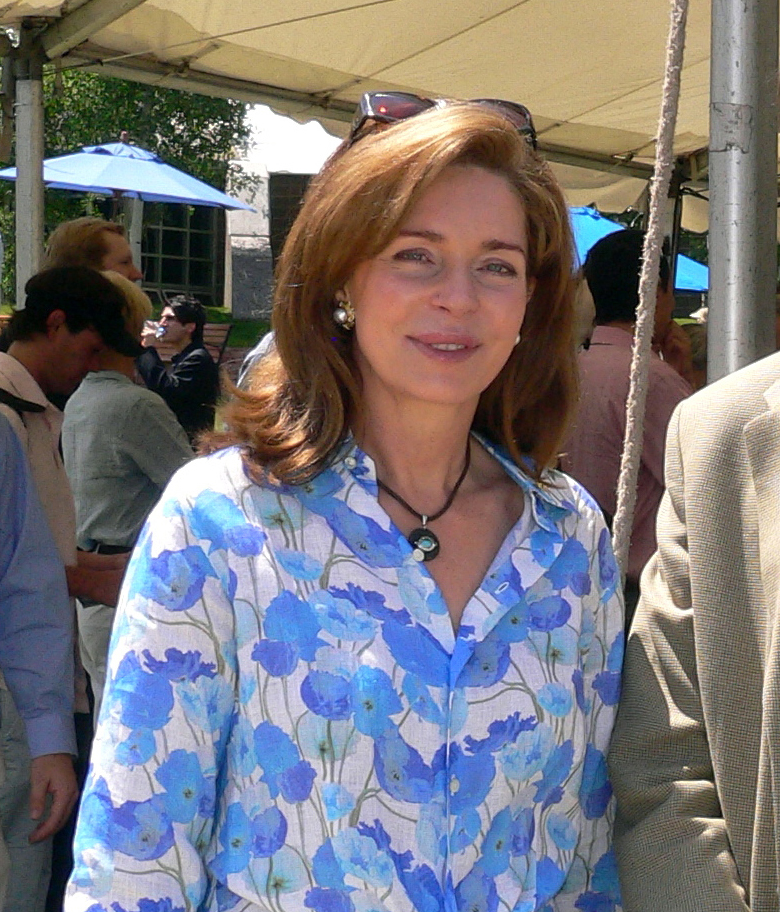
A rainha Noor diz que a prisão do filho é inconstitucional

O Rei Abdullah recebeu apoio de diversas lideranças dos países árabes, entre elas do Rei Mohammed VI do Marrocos; do Rei Hamad bin Isa Al Khalifa de Bahrein; do Emir do Qatar, Sheikh Tamim bin Hamad Al Thani; e do Emir do Kuwait, Sheikh Nawaf Al Ahmad Al Jaber Al Sabah.
A Rainha Noor, mãe do príncipe Hamzah, escreveu em seu Twitter que estava "rezando para que a verdade e a justiça prevaleçam para todos os inocentes desta calúnia perversa".
No dia 7 de abril, Abdullah recebeu um telefonema do presidente dos Estados Unidos, Joe Biden, que expressou seu apoio ao líder haxemita, e a visita de Ursula von der Leyen, presidente da Comissão da União Europeia.

## Eventos de 2022

### 19 de maio
No dia 19 de maio, a Casa Real emitiu um comunicado onde anunciou que Hamzah havia voltado a ser preso, após uma decisão do Conselho que havia sido tomada em dezembro de 2021. "Um decreto real foi emitido, aprovando a recomendação do conselho formado de acordo com a Lei da Família Real, para restringir as comunicações, local de residência e movimento do príncipe Hamzah", dizia o primeiro parágrafo. O Rei Abdullah pessoalmente se dirigiu a seu povo: "Como você sabe, quando os detalhes do caso de sedição foram revelados no ano passado, eu escolhi lidar com meu irmão, o príncipe Hamzah, dentro dos limites de nossa família, na esperança de que ele percebesse o erro de seus caminhos, se arrependesse e se tornasse um membro engajado. da nossa família Hachemita. Mas depois de mais de um ano durante o qual ele esgotou todas as oportunidades para se restabelecer no caminho certo, de acordo com o legado de nossa família, cheguei à decepcionante conclusão de que ele não mudará".

### Reações
A Rainha Noor, novamente, foi às redes sociais após a prisão de Hamzah para dizer que a prisão era "bizarra". "“Coisas mais estranhas do que a ficção circulam por aí”, escreveu ela em seu Twitter no mesmo dia do anúncio da medida.
Dias depois, em 22 de maio, ela voltou ao Twitter para escreve que era preciso ter calma. Ela também criticou o Conselho e disse que ele estava em desacordo com a Constituição.

## Suposto envolvimento estrangeiro
Segundo o Jordan Times em 4 de abril, "Safadi observou que Awadallah tinha laços com a oposição estrangeira" e "deu a entender a existência de 'ilusões e aspirações' que foram consolidadas por agendas com o objetivo de ameaçar a segurança da Jordânia e enfraquecer sua postura em relação às questões regionais".